# 남자는 괴로워 34
남자는 괴로워 34(男はつらいよ 寅次郞眞實一路: Tora-san's Forbidden Love)는 일본에서 제작된 야마다 요지 감독의 1984년 코미디 영화이다. 아츠미 키요시 등이 주연으로 출연하였다.

## 출연

### 주연
- 아츠미 키요시
- 바이쇼 치에코

### 조연
- 오오하라 레이코
- 요네쿠라 마사카네
- 마에다 긴
- 시모조 마사미
- 미사키 치에코
- 요시오카 히데타카
- 다자이 히사오
- 류 치슈
- 미호 쥰